# Alshus
Alshus este o localitate din comuna Fredrikstad, provincia Østfold, Norvegia, cu o suprafață de 0,78 km² și o populație de 1.428 locuitori (2013).